# Sueños junto a la chimenea
Los Sueños junto a la chimenea. Doce piezas op. 143 son un ciclo de piano de Max Reger. Las piezas fueron creadas en Jena entre junio y julio de 1915 y están dedicadas al abogado Adolf Lentz, a quien Reger describe como un querido amigo en la dedicatoria. El ciclo fue publicado por Simrock cerca de la muerte de Reger en mayo de  1916 y representa su última  obra para piano.

## Trasfondo

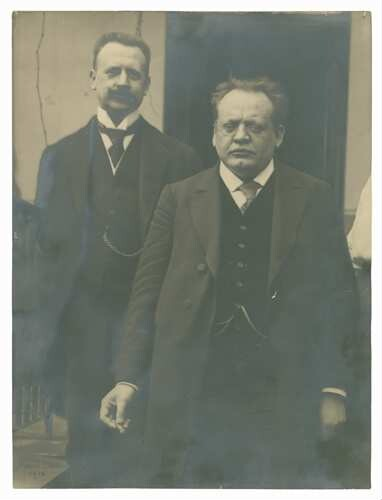
Max Reger con Adolf Lenz, reproducción de una fotografía, 1916

La fecha exacta del estreno no está clara; algunas piezas probablemente se interpretaron por primera vez en Düsseldorf en 1916. La obra para piano se puede contextualizar con el ciclo para piano De mi diario (op. 82), en el que Reger también muestra una faceta personal. En sus sueños junto a la chimenea reflexiona sobre su juventud musical y procesa ecos de sus primeras obras. Al mismo tiempo, se insinúan los estilos de algunos modelos musicales, pero en el estudio sólo aparece la Berceuse de Frédéric Chopin en el estudio n° 12.
El título de la obra recuerda a Sueños junto a las chimeneas franceses, una de las colecciones de cuentos de hadas más populares de la época. Es posible que Reger los conociera y representaran una lejana fuente de inspiración.

## Piezas individuales
1. Larghetto: Si mayor
2. Con moto: Mi bemol mayor
3. Molto adagio: La mayor
4. Allegretto grazioso: Mi mayor
5. Agitado: Si menor
6. Poco vivace: La bemol mayor
7. Molto sostenuto: Re mayor
8. Vivace (Estudio): Do mayor
9. Larghetto: Mi bemol mayor
10. Vivace (Humoreske): Re menor
11. Andantino: Sol menor
12. Larghetto (Estudio): Re mayor